# Anton Olegowitsch Kotjakow

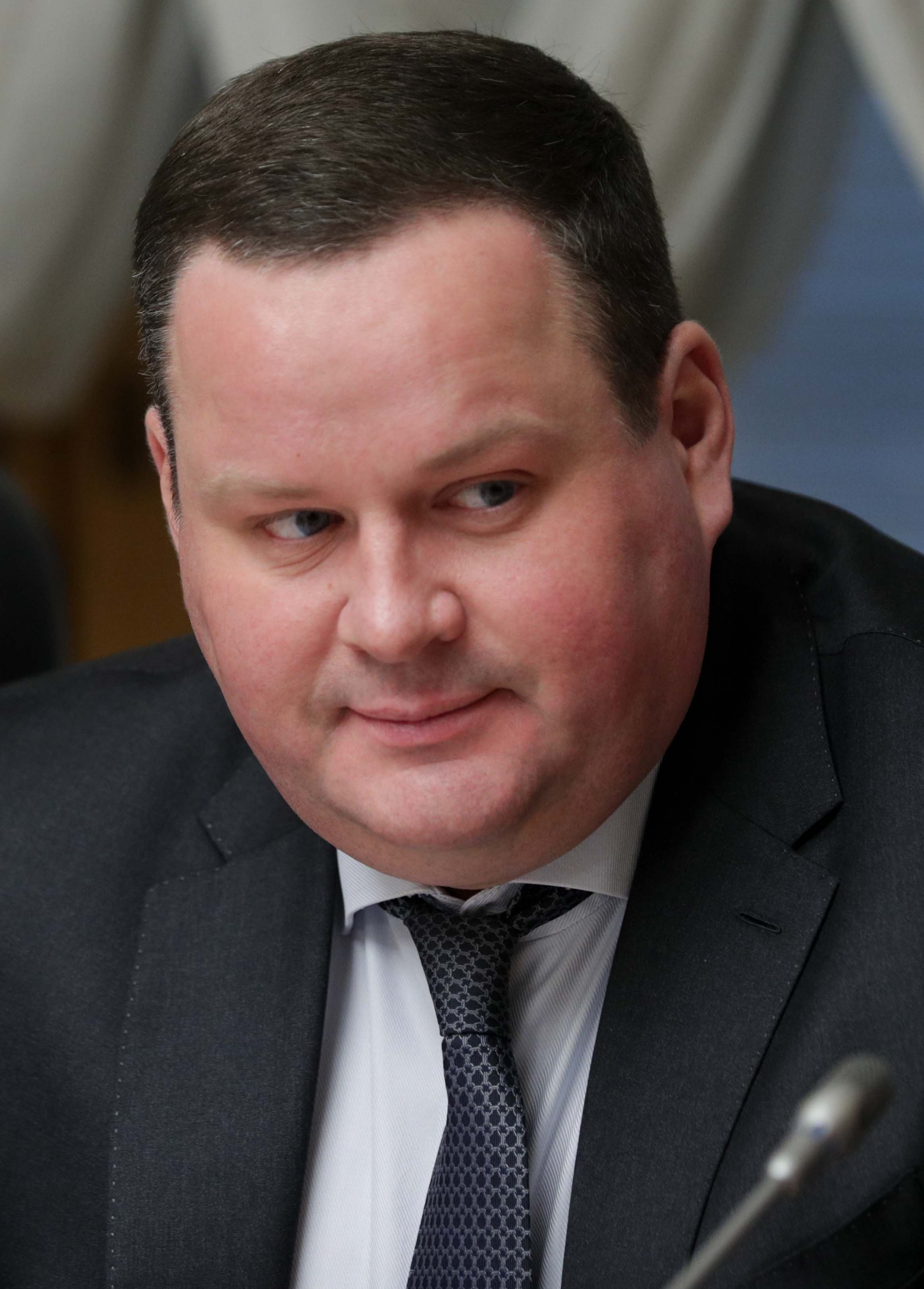
Anton Kotjakow

Anton Olegowitsch Kotjakow (russisch Антон Олегович Котяков; * 15. August 1980 in Kuibyschew) ist ein russischer Politiker und Ökonom. Seit 2020 ist er Minister für Arbeit und Soziales der Russischen Föderation.

## Leben
Kotjakow studierte Wirtschaftswissenschaften an der Staatsakademie für Wirtschaft Samara und machte 2002 seinen Abschluss. 2005 promovierte er über das Thema Der Markt für russische subföderale Schuldverschreibungen: Entstehung und Entwicklung. 2011 erlangte er einen Abschluss in Verwaltungs- und Finanzrecht an der Russischen Akademie für Volkswirtschaft und Öffentlichen Dienst beim Präsidenten der Russischen Föderation in Moskau.
Vom August 2001 bis April 2012 arbeitete er in der Finanzverwaltung der Oblast Samara.
Von 2012 bis 2014 war er für die russische Schatzkammer in Moskau tätig.

## Politik
Im März 2014 wurde Kotjakow zum Finanzminister der Oblast Moskau ernannt und von Januar bis Mai 2017 war er Minister für Wirtschaft und Finanzen der Oblast.
Von Mai 2017 bis Januar 2020 war er stellvertretender Finanzminister der Russischen Föderation. Seit 21. Januar 2020 ist Kotjakow im Kabinett Mischustin Minister für Arbeit und Soziales.
Im Dezember 2022 setzte ihn die Europäische Union auf eine Sanktionsliste.